# Natasja
Natasja (auch bekannt als Little T und Little Tasja; bürgerlicher Name: Natasja Saad; * 31. Oktober 1974 in Kopenhagen; † 24. Juni 2007 in Spanish Town, Saint Catherine Parish, Jamaika) war eine dänisch-sudanesische Reggae-, Dancehall- und Hip-Hop-Musikerin.

## Leben und Karriere
Sie ist die Tochter der dänischen Photographin Kirstine Saad und eines sudanesischen Vaters. Sie wuchs im Kopenhagener Stadtteil Islands Brygge auf. Im Alter von 13 Jahren begann Natasja mit dem Singen und als DJ in Kopenhagen zu arbeiten, wo sie mit Miss Mukupa, Kruzh'em und McEmzee in der Band No Name Requested auftrat und 1990 ihren regionalen Durchbruch schaffte.
In der folgenden Zeit spielte sie mit ihrer Band No Name Requested mit Größen wie Queen Latifah, A Tribe Called Quest oder Massive Attack auf Konzerten und erlangte Bekanntheit in Jamaika. Da sich dennoch ein kommerzieller Erfolg nicht einstellte, wandte sie sich dem Reiten als ihrer anderen Leidenschaft zu und begann eine Ausbildung zur Jockey. Nach einem schweren Reitunfall im Jahre 1998 sah sie sich gezwungen, ihre Ausbildung zu beenden und sich wieder ganz der Musik zu widmen.
Im Sommer 2004 veröffentlichte sie zunächst die 12"-Platte Cover Me, später dann die 7" Summercute. Im Jahr 2005 erschien auf CD ihr erstes, englischsprachiges Album Release, das unter anderem in Deutschland und Russland veröffentlicht wurde. Im selben Jahr wirkte sie unter dem Pseudonym Lille T an Bikstok Røgsystems Hit Cigar mit und veröffentlichte auf dem deutschen Reggae-Label Germaicans die Single Time 2 Fly, die ebenfalls in den Riddim Rodeo einging.
2006 gewann sie in Jamaika den Reggaewettbewerb Irie FM Big Break Contest mit dem Lied 45 Questions. Sie war damit die erste Nicht-Jamaikanerin, die diesen Wettbewerb gewann. Der Siegerpreis umfasste neben einem Plattenvertrag, einem Musikvideo und einer Fotosession die Teilnahme am Red Stripe Reggae Sumfest, wo sie mit Größen wie Beenie Man, 50 Cent und Rihanna auftrat. Im selben Jahr gastierte auf zahlreichen Musikveranstaltungen wie dem Sting Festival in Jamaika, dem Popkomm Reggae Festival in Berlin und dem Uppsala Reggae Festival in Schweden sowie in Dänemark auf dem SPOT Festival und dem Roskilde-Festival.
Ihre Songtexte verfasste sie sowohl auf Dänisch als auch auf Englisch, letzteres meist in jamaikanischem Patois.
Sie engagierte sich aktiv im Ungdomshuset und in Christiania.

## Tod

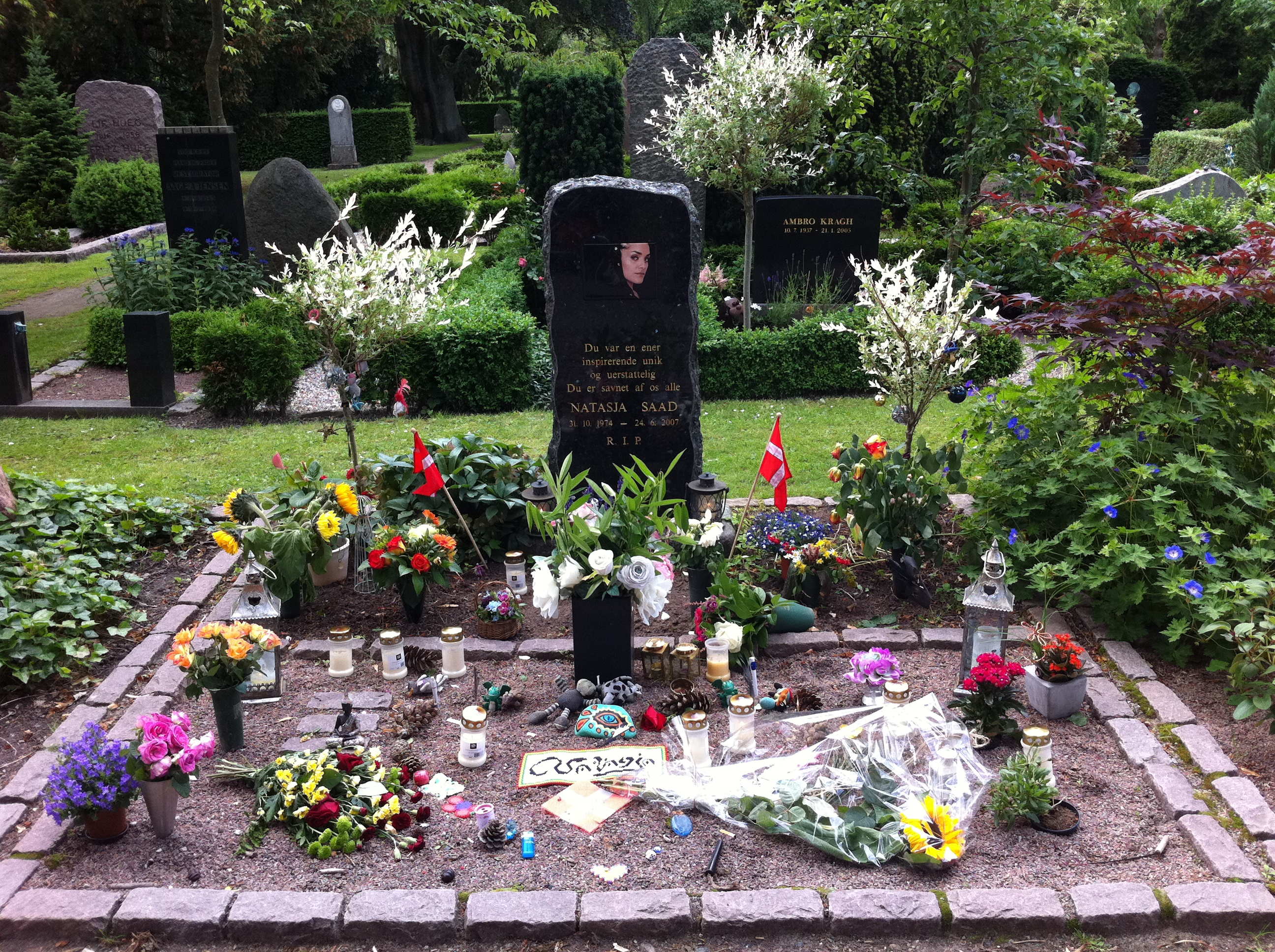
Natasjas Grab in Kopenhagen

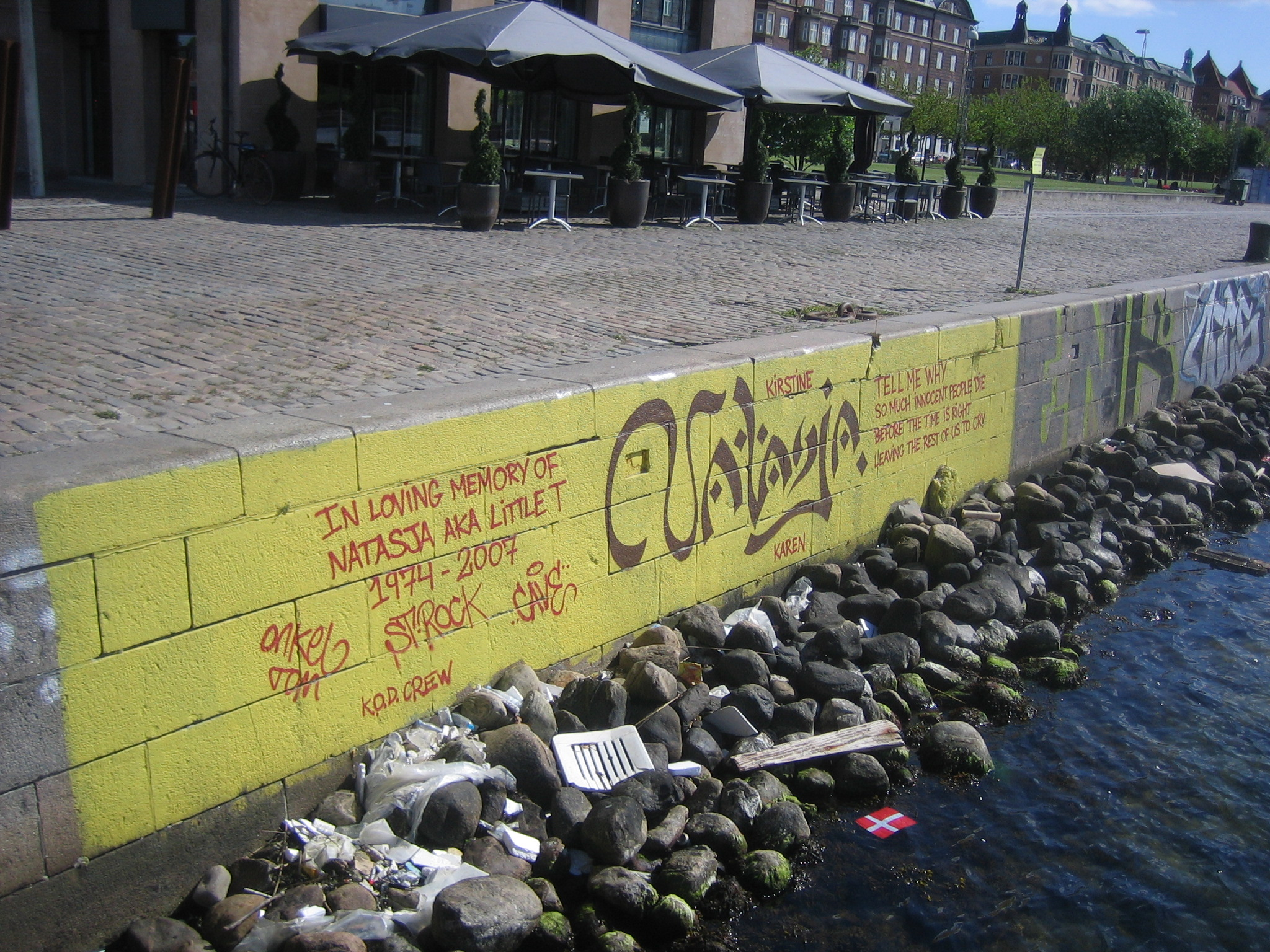
Graffiti zum Gedenken an Natasja im Hafenpark Islands Brygge

Natasja verstarb am 24. Juni 2007 bei einem Autounfall auf Jamaika. Zwei weitere Personen wurden schwer verletzt, während Natasjas Freundin Karen Mukupa den Unfall relativ unverletzt überstand. Insbesondere nach ihren Erfolgen in Jamaika war ein internationaler Durchbruch absehbar, weshalb ihr Tod, nicht zuletzt aufgrund ihrer außergewöhnlich engagierten Persönlichkeit, weithin als ein schmerzhafter Verlust für die dänische Musikszene aufgenommen wurde.
Natasjas Grab liegt auf dem Assistenzfriedhof in Kopenhagen. Nach ihrem Tod, an ihrem 33. Geburtstag, wurde ihr zu Ehren in der Freistadt Christiania ein zentraler Weg (vor „Den Grå Hal“) auf den Namen „Natasjas Gade“ getauft.

## Postume Veröffentlichungen
Ihr zu Lebzeiten eingespieltes und 2007 posthum erschienenes Album I Danmark er jeg født wurde in der Öffentlichkeit positiv aufgenommen und bekam in den Medien durchweg gute Kritiken.
Im Herbst 2008 erschien das englischsprachige Album Shooting Star, das sie parallel zu I Danmark er jeg født eingespielt hatte. In britischen Diskotheken errang insbesondere der Song Calabria Popularität.

## Diskografie

### Alben
- 2005: Release
- 2007: I Danmark er jeg født (posthum, erschienen am 24. September 2007)
- 2008: Shooting Star (posthum)

### Singles
- 2003: Real Sponsor 12"
- 2004: Cover Me 12"
- 2004: Summercute 7"
- 2004: My Dogg / 45 Questions
- 2005: Op med hovedet
- 2005: Time 2 Fly
- 2006: Mon De Reggae
- 2007: Calabria (feat. Enur, DK: Gold)
- 2007: Long Time 7"
- 2007: Gi’ mig Danmark tilbage (posthum)
- 2008: Calabria 2008 (DK: Gold)
- 2008: I Danmark er jeg født (posthum)
- 2008: Better Than Dem (posthum, feat. Beenie Man)
- 2020: Til Banken (posthum, mit Tessa & Karen Mukupa)

## Film
- Natasja. Dokumentarfilm von Andreas Johnsen aus dem Jahr 2008.